# Alice Russell
Alice Russell (Suffolk, 1º marzo 1975) è una cantante britannica.

## Biografia
Figlia di un organista, cresce nel piccolo centro di Framlingham. Volendo seguire le orme del padre e delle sorelle, comincia a prendere lezioni di violoncello dall'età di 9 anni, per poi cominciare a cantare in diversi cori e iscriversi, nel 1994, al corso di arte e musica a Brighton. Qui, all'inizio degli anni 2000, collabora ai dischi di artisti locali quali Bah Samba, Quantic, TM Juke, Kushti e Nostalgia 77. Successivamente firma con la Tru Thoughts, con cui pubblica il suo album di debutto Under the Munka Moon, nel 2004. Seguono My Favourite Letters nel 2005, Under the Munka Moon II nel 2006, Pot of Gold nel 2008 e To Dust, pubblicato nel febbraio 2013.

## Discografia

### Album in studio
- 2004 - Under the Munka Moon (Tru Thoughts)
- 2005 - My Favourite Letters (Tru Thoughts)
- 2006 - Under the Munka Moon II (Tru Thoughts)
- 2008 - Pot of Gold (Little Poppet/Differ-ant/Six Degrees)
- 2012 - Look Around The Corner, feat. Quantic (Tru Thoughts)
- 2013 - To Dust (Tru Thoughts)
- 2015 - I'm The Man, That Will Find You (Funk R&B/Soul Soul Brighton)

### Remix
- 2009 - Pot of Gold Remixes (Little Poppet/Differ-ant/Six Degrees)

### Collaborazioni
- 2001 - Con i Morcheeba nella traccia "Someday" del Dj Mixset dello stesso anno, Back to Mine (DMC)
- 2012 - Con Quantic collabora all'album Look Around the Corner (TruThoughts)